# Lygosoma popae
Lygosoma popae là một loài thằn lằn trong họ Scincidae. Loài này được Shreve mô tả khoa học đầu tiên năm 1940.